# Abba4U tribute
Abba 4U tribute is een Vlaamse en Belgische tributeband die een eerbetoon brengt aan ABBA. De band is opgericht in 2010 naar aanleiding van een verjaardagsoptreden. Daarna traden ze reeds op in gans Vlaanderen, België tot in Frankrijk toe.

## Geschiedenis
In 2010 werden Patsy Verfaillie en Karen Van Severen gevraagd om een verjaardagsfeestje op te luisteren met liedjes van ABBA. Beide zangeressen zongen reeds samen bij de groepen Women on Top en Soulshine. Kristof Vandooren, die huidige manager, en de zangeressen vroegen een aantal muzikanten om mee op te treden. 
Zo ontstond de groep met de naam ABBA4U. In het begin traden ze vooral op in feestzalen, bij Vlaamse kermissen en op Parkies. Uiteindelijk breidde hun repertoire in 2025 uit tot diverse type-optredens. Terwijl ze in het begin voor grote groepen de liedjes van ABBA brachten, bedacht men ABBA'coustic als mogelijkheid tot een intiem optreden voor een beperkt aantal toeschouwers. Ondertussen brengen ze ook een theatershow waarbij een verteller het verhaal van ABBA uitlegt en tussendoor abba 4U tribute de liedjes van ABBA zingt. Ook dinnershows luisteren ze op om tussen de gangen van het menu in de liedjes van ABBA te brengen. In 2025 werd de naam van de band veranderd tot abba 4U tribute. 

## Optredens
- The music of ABBA, Groenzaal, Gent in 2017
- Feestgedruis Zaffelare, Lochristi in 2022[8]
- Parkies, Sint-Niklaas in 2022
- Gezoarse Feesten, Lokeren in 2023
- Feestkerk OWLA, Brugge in 2023[9]
- Fête national du14 juillet, Roncq France, in 2024[10]
- ABBA4U meets Royal Symphonic Band of the Belgian Airforce, Perwez, in 2024[11]
- Parkies, Genk in 2024
- The time of your life, Casino Brussel, 2024
- De Warmste week: ABBA'coustic, Gits in 2024
- The Story of ABBA, Tongeren in 2025
- Gentse Feesten, Gent in 2025[12]
- Parkies, Deinze in 2025[13]

## Bandleden
- Patsy Verfaillie (zang)
- Karen Van Severen (zang)
- Peter Buytaert (gitaar)
- Kristof Vandooren (drums)
- Karl Zosel (bas)
- Piet Meerschaut (keyboards)
- Gunter Callewaert (keyboards)
- Henri Ylen (sax en gitaar)